# Čtvrť Emila Kolbena
Čtvrť Emila Kolbena je vznikající rezidenční čtvrť v Praze 9-Vysočanech. Nachází se mezi řekou Rokytkou, rybníkem Zahrádky a ulicí Kolbenova. Bude postavena v několika etapách na místě brownfieldů. Čtvrť je nazvána podle Emila Kolbena (1862–1943), českého elektrotechnika a podnikatele, zakladatele továrny Kolben a spol. a generálního ředitele Českomoravské-Kolben-Daněk (ČKD), který zemřel v koncentračním táboře Terezín a jehož firma ČKD měla výrobní prostory při dnešní ulici Kolbenova ve Vysočanech. Za projektem stojí firma Skanska, která koupila pozemky od firmy Codeco UK za 841 milionů korun.
Z původních továrenských objektů byla zachována kotelna a její komín, aby připomínaly minulost této kdysi industriální čtvrti. Čtvrtí také povede naučná trasa o Emilu Kolbenovi a na veřejných prostranstvích jednotlivých etap budou umístěny sloupy Emila Kolbena, jejichž podoba se inspiruje výrobou elektrických součástek a technologií.

## 1. etapa (2018–2019)

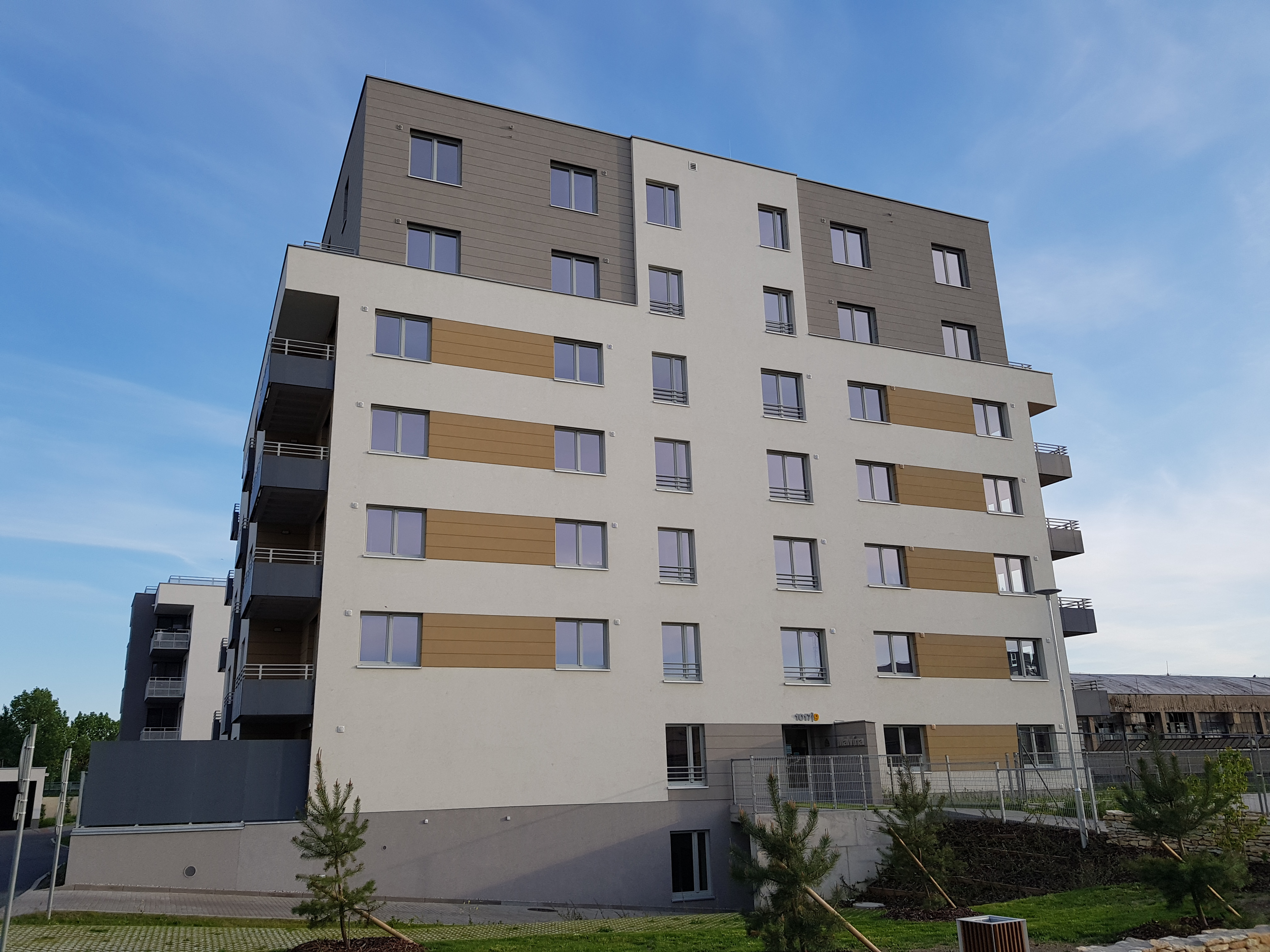
Budova Malvína

První etapa projektu se nachází vedle budov Zátiší Rokytka v ulici Svatošových. Skládá ze tří sedmipodlažních nízkoenergetických domů (průkaz energetické náročnosti budovy B – velmi úsporná), které jsou pojmenovány po členech Kolbenovy rodiny. Dům Malvína je pojmenovaný po manželce, zatímco Greta a Lilly po jejich dvou dcerách. Celkem je postaveno 133 bytů o dispozici od 1 do 4+kk a výměře od 29 do 103 metrů čtverečních. Tak jako u obdobných projektů mají přízemní byty předzahrádky, byty ve vyšších patrech mají balkon nebo lodžie a v šestém a sedmém podlaží, které má ustoupený charakter, jsou velké terasy. Ve společných prostorech budov jsou zřízeny místnosti na kola a kočárky i místnost se sprchou pro mytí kol, kočárků, případně zablácených psů. Výstavba začala 28. února 2018 a 20. prosince 2019 byly bytové domy zkolaudovány.
Domy byly pracovně označeny E – Malvína – čp. 1017/9, F – Lilly – čp. 1018/11, G – Greta – čp. 1018/13.

## 2. etapa (2020–2022–2025)

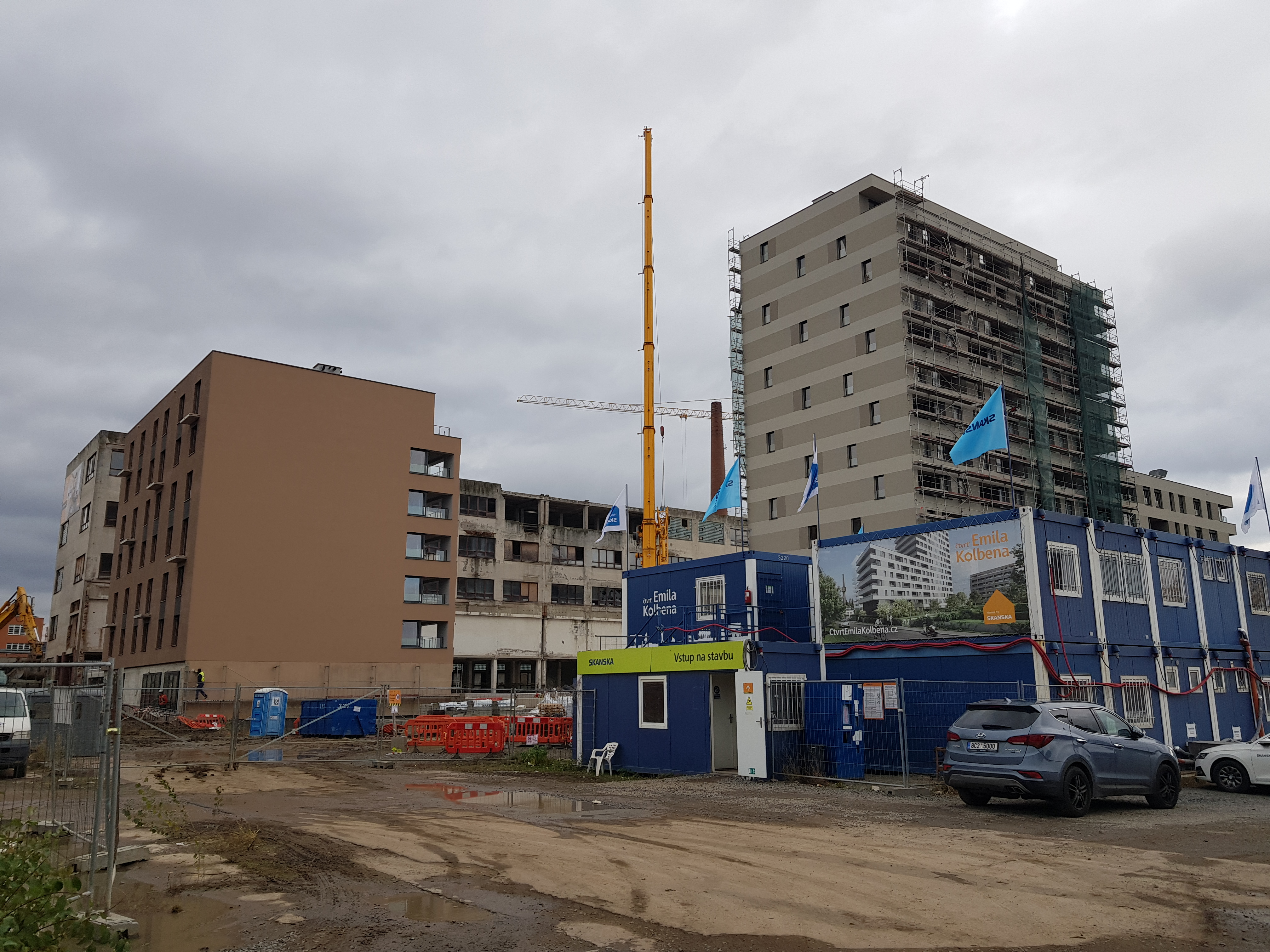
Stav výstavby 2. etapy v listopadu 2021

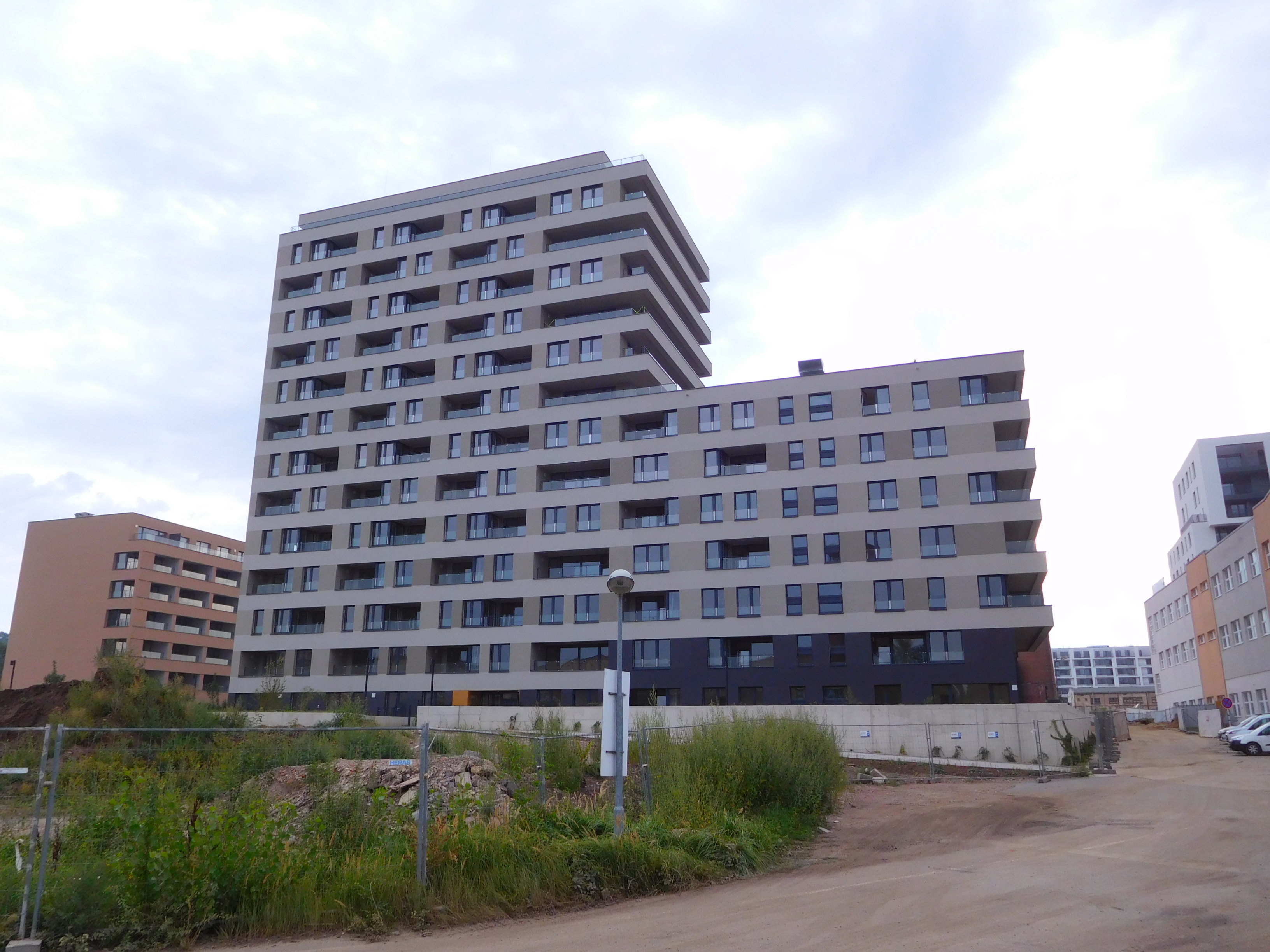
Dům Hanuš v srpnu 2022

Druhou etapu projektu tvoří tři budovy, které se nacházejí na jihozápad od stanice metra Kolbenova. 
První dvě byly postaveny v letech 2020–2022. V podzemní části jsou spojené, tvoří  131 bytových jednotek o velikosti 1 až 5+kk a obytné ploše 34–140 metrů čtverečních, součástí jsou i loftové byty.  Ani zde nechybí předzahrádky u bytů v prvním nadzemním podlaží, zatímco byty ve vyšších patrech disponují lodžií nebo terasou. Nízkoenergetické domy mají průkaz energetické náročnosti budovy B – velmi úsporná. Vyšší jižní čtrnáctipodlažní budova na adrese Pechmanových čp. 1031/8 a 10 (pracovně označovaná C) má tvar písmene L a je pojmenována Hanuš po Kolbenovu synovi, menší severní sedmipodlažní budova čp. 1031/6 (pracovně označovaná jako B) Jindřich po jeho vnukovi. Dešťová voda je využívána pro zalévání předzahrádek, součástí projektu je i sprcha pro mytí kol, kočárků či sprchování psů a kolárna s kočárkárnou. Vjezd do společných podzemních garáží je z ulice Kolbenova.
Třetí budova čp. 1058/2 a 4 (pracovní označení A), jejíž výstavba začala v listopadu 2022 a dokončení je plánováno na rok 2025, je pojmenovaná Alfred po mladším bratrovi Emila Kolbena, který byl také inženýrem a vynálezcem. Budova bude mít deset nadzemních podlaží. V přízemí se budou nacházet šest komerčních prostor. Celkem se zde bude nacházet 179 bytů většinou o dispozici 1+kk a 2+kk. Několik bytů bude mít dispozici 4+kk a 5+kk s vysokými okny, prostornou terasou nebo lodžií. V nejvyšších patrech domu budou i loftové byty. Fotovoltaické panely na střeše získají dostatečné množství energie, která pokryje provoz veškerého osvětlení ve společných prostorech i ventilace.

## 3. etapa (2025–2027)
Osmipodlažní bytový dům o třech sekcích při ulici Kaliberové je nazvaný podle sester Emila Kolbena Kamila (pracovní označení budova K, západní), Albína (budova L, prostřední) a Marie (budova M, východní). Výstavba byla zahájena v lednu 2025 a má být dokončena v roce 2027. V bytových domech bude 134 nízkoenergetických bytů o dispozicích 1+kk až 5+kk a rozloze od 30,9 do 120 metrů čtverečních. Převažovat budou dispozice 2+kk a 3+kk. Největší byty budou v nejvyšších patrech. Byty budou disponovat zasklenou lodžií nebo soukromou předzahrádkou v prvním nadzemním podlaží. V podzemním podlaží se budou nacházet sklepy a garážová stání s možností nabíjení elektromobilů. Byty se z pohledu energetiky přibližují téměř pasivnímu standardu – energetická náročnost PENB – A. Střechy budov budou opatřeny fotovoltaickými a fototermickými panely. Fototermika pro snížení nákladů na ohřev teplé vody bude pokrývat většinu střechy domu Kamila a fotovoltaika ke generování elektrické energie především pro společné prostory pokryje střechy zbylých dvou domů. Ze střech bude svedena dešťová voda do akumulační nádrže o celkovém objemu 63 tisíc litrů, která dále poslouží pro zalévání předzahrádek a společné zeleně.